# Orde van Verdienste "Pro Merito Melitense"
De Orde van Verdienste "Pro Merito Melitensi" (Latijn: "Voor hen die het verdienen"), in Italiaans: Croce al Merito del Sovrano Militare Ordine di Malta), is een Orde van Verdienste die door de Grootmeester van de Souvereine Militaire Orde van Sint-Jan van Jeruzalem en Malta (afkorting S.M.O.M.) wordt verleend aan diegenen die de dankbaarheid van de Orde hebben verworven. De onderscheiding staat voor een ieder open, ongeacht geslacht, ras of religie.
De naam van de Orde is op de diploma's die de Grootmeester uitreikt "Ordine al Merito Melitense". Ook de namen "Chivalric Military Order for Melitensian Merit" en "Cross of Merit of the Sovereign Military Order of Malta" komen voor.
De Orde wordt vaak de "Orde Pro Merito Melitense" genoemd omdat op de ring rond het medaillon de woorden "Mil.Ordo Equitum Melit. Bene Merenti" staan (Latijn: "De Ridderlijke Orde aan de waardigen en verdienstelijken"). De oorspronkelijke naam van deze onderscheiding die tot de ridderorden wordt gerekend luidt "Kruis van Verdienste van de Souvereine Militaire Orde van Malta".
De militaire divisie van de Orde draagt zwaarden in de armen van het Kruis en wordt in oorlogstijd aan leden van de Orde van Malta en in bijzondere gevallen ook aan militairen van geallieerde landen toegekend.
De Orde werd in 1916 door de Malteser Grootprior van Oostenrijk en Bohemen ingesteld en in 1928 door Grootmeester Fra' Galeazzo von Thun und Hohenstein tot een onderscheiding van de over de gehele wereld actieve Orde van Malta gemaakt.
De Orde wordt op de verjaardag van de verkiezing van de regerende Prins-Grootmeester, op de feestdag van Sint-Jan en op 8 september, de dag dat de Turkse aanval op Malta in 1565 werd afgeslagen, toegekend.
Het Kruis van de Orde is een wit, geëmailleerd Latijns kruis met gouden randen en een Medaillon met het achtpuntige kruis van Malta op een rood veld. Als verhoging dient een beugelkroon die verwijst naar de volkenrechtelijk erkende soevereine status van de Orde van Malta.
De ster is van zilver en heeft acht punten. Het kruis van de Orde, mét de kroon, is op de ster gelegd. Het lint is wit met twee rode strepen maar de militaire divisie draagt het spiegelbeeld van dit lint.

## De graden van de Orde
- Keten van Verdienste

De dragers van de Keten dragen ook een ster van de Orde op de linkerborst.
- Grootkruis van Verdienste met Ster en Lint

De dragers van deze rang, die met een Grootkruis in andere orden overeenkomt, dragen een Kruis van de Orde aan een breed lint over de rechterschouder en de ster van de Orde op de linkerborst.
- Grootkruis van Verdienste met Ster

De dragers van deze rang, die met Grootofficier in een andere orde overeenkomt, dragen een Kruis van de Orde aan een lint met geborduurde gouden taxusbladeren om de hals en de ster van de Orde op de linkerborst.
- Kruis van Verdienste der Eerste Klasse met Kroon

De dragers van deze rang, die met Commandeur in een andere orde overeenkomt, dragen een Kruis van de Orde aan een lint om de hals.
- Kruis van Verdienste der Eerste Klasse

De dragers van deze rang, die met Officier in een andere orde overeenkomt, dragen een Kruis van de Orde met daarboven een gouden trofee aan een driehoekig lint op de linkerborst.
- Kruis van Verdienste der Tweede Klasse
- De dragers van deze rang, die met Ridder in een andere orde overeenkomt, dragen een Kruis van de Orde zonder kroon of trofee aan een driehoekig lint op de linkerborst.

## Voetnoten
1. ↑  Diploma afgedrukt op Blz. 1367 van "World Orders etc." door Guy Stair Sainty.
2. ↑  Bij Paul Hieronymussen.

Orde van de Gulden Spoor ·
Orde van Sint-Cecilia ·
Orde van Christus ·
Orde van Sint-Gregorius de Grote ·
Orde van het Heilig Graf ·
Orde van Sint-Johannes de Doper ·
Orde van Malta ·
Orde van Verdienste "Pro Merito Militensi" ·
Orde van de Moor ·
Orde van Pius ·
Piusridders ·
Silvesterorde ·
Orde van Sint-Silvester en de Militia Aurarta ·
Gouden Roos ·
Pro Ecclesia et Pontifice ·
Bene Merenti ·
Medaille Pro Petri Sede ·
Medaille Fidei et Virtuti
Zie ook: Ridderorden van het Vaticaan